# Embaixada do Brasil em Maputo
A Embaixada do Brasil em Maputo é a missão diplomática brasileira de Moçambique. A missão diplomática se encontra no endereço, Av. Kenneth Kaunda, 296, Maputo, Moçambique. O atual Embaixador do Brasil em Maputo é Carlos Alfonso Iglesias Puente (desde 20 de dezembro de 2018).